# Sophie Bascans
Sophie Bascans, née Sophie Lagut le 11 février 1801 à Dole dans le Jura et morte le 22 janvier 1878 à Neuilly-sur-Seine, est directrice d'un célèbre pensionnat pour jeunes filles au 70, rue de Chaillot dans le 16e arrondissement de Paris puis avenue du Roule à Neuilly-sur-Seine.
Solange Dudevant y étudie, Ondine Valmore y enseigne et Aline Chazal, fille de Flora Tristan et mère de Paul Gauguin y est salariée.

## Biographie

### Origines
Le 25 brumaire an VII (15 novembre 1798) à Dole, Nicolas Lagut, maître de forge âgé de 31 ans épouse Antoinette Pauline Arbey, âgée de 21 ans. Guillaume Lagut, père de Nicolas, était marchand de fer à Dole. Leur fille Sophie Victorine Lagut naît le 22 pluviôse an IX (12 février 1801) à Dole. Nicolas Lagut est alors dit propriétaire.
Le 6 décembre 1815, Antoinette Pauline Arbey meurt à Dole à l'âge de 36 ans. Nicolas Lagut, alors commis négociant, meurt le 7 février 1825 à l'âge de 58 ans. Il habite alors au 25, rue Simon-le-Franc dans le 4e arrondissement de Paris.

### Mariage
Le 2 janvier 1838, Sophie Lagut épouse Ferdinand Bascans, professeur d'histoire et de littérature au pensionnat de Chaillot. Ferdinand Bascans est alors connu pour avoir dirigé le journal d'opposition La Tribune, activité qui l'avait conduit à être incriminé dans plusieurs procès pour attaques au gouvernement et à être condamné à plus de 60 000 francs d'amende ainsi qu'à 32 mois de prison.
Leur fille Victoria Sébastienne Émilie Bascans naît le 4 février 1839 dans l'ancien premier arrondissement de Paris. Leur seconde fille Marie Louise Emma Bascans naît le 21 septembre 1842 également dans l'ancien premier arrondissement de Paris.

### La direction du pensionnat de Chaillot

#### La fondation d'une institutrice
Sophie Lagut commence à donner des leçons à l'âge de 17 ans. En 1832, Sophie Lagut obtient son diplôme et l'autorisation d'ouvrir un établissement d'éducation pour jeunes filles.
Sophie Lagut fonde une maison d'éducation de jeunes filles au 70, rue de Chaillot à Paris, en vis-à-vis de la maison de retraite de Sainte-Périne et proche du l'hôtel occupé par Émile de Girardin et son épouse Delphine Gay au coin des Champs-Élysées. C'est en 1838 que la fondation est reconnue pour la première fois comme pensionnat par les inspecteurs,,. Sophie Lagut en est la principale institutrice.

#### La difficile éducation de la fille de George Sand
En 1841 et sur les recommandations de son amie Marie de Rosière, George Sand confie sa fille Solange Dudevant au pensionnat de Chaillot, « une maison charmante [...] dans un lieu magnifique » : « Solange est beaucoup mieux chez Madame Bascans. [...] Elle y est tenue avec plus de sévérité, elle y travaille davantage. [...] Maintenant, elle est en bon chemin, les leçons particulières de Bascans lui ont fait faire d'énormes progrès pour son âge et sa paresse naturelle ». George Sand échange de nombreuses lettres avec le couple Bascans dont elle devient une amie, malgré leurs divergences d'opinion sur la question religieuse. George Sand cède et Solange Dudevant fait sa première communion.
Sophie Bascans est la marraine de Jeanne-Gabrielle dite « Nini », la seconde fille de Solange Dudevant et d'Auguste Clésinger née en 1849 : « Votre filleul s'est converti en une grosse fille d'une dimension énorme. Elle se porte à merveille et, si elle ne vit pas, je ne sais pas quel enfant pourra vivre. Elle portera les noms de ses parents : Jeanne, à cause de son père et de son parrain, Gabrielle à cause de moi et de ma belle-mère, et Béatrice à cause de vous, Mlle de Ronzière m'ayant dit que vous aviez une prédilection pour ce nom... ».

#### Le début de carrière d'institutrice d'Ondine Valmore
En 1844, Charles-Augustin Sainte-Beuve rencontre au pensionnat l'institutrice Ondine Valmore, fille de Marceline Desbordes-Valmore, au cours d'une des traditionnelles soirées organisées par le couple Bascans et où sont conviés enseignants et amis. Ondine Valmore commence alors sa carrière comme sous-maîtresse à 500 francs par an à partir de février 1845, grâce à un réseau d'amitiés la liant à George Sand et après avoir obtenu son diplôme au mois d'août 1844.
C'est d'abord à Sophie Lagut que Charles-Augustin Sainte-Beuve aurait confié son projet d'épouser Ondine Valmore. Devant les tergiversations de Sainte-Beuve, Ondine Valmore épouse l'avocat Jacques Langlais le 16 janvier 1851.
Grâce aux réseaux politiques républicains de Ferdinand Bascans, Ondine Valmore est nommée à la commission Carnot sur l'éducation des femmes en 1848 et est nommée l'une des premières inspectrices scolaires salariées.

#### Le lieu de la rencontre des parents de Paul Gauguin
Aline Chazal, fille de Flora Tristan et d'André Chazal, connaît une enfance difficile : ses parents se disputent sa garde, André Chazal enlève Aline Chazal à deux reprises, Flora Tristan accuse André Chazal d'inceste sur Aline Chazal et André Chazal est condamné pour tentative d'assassinat sur Flora Tristan,.
À la mort de sa mère de la typhoïde en 1844, Aline Chazal a 19 ans. George Sand la prend sous sa protection et la place au pensionnat de Sophie Bascans comme employée. C'est lors d'une soirée organisée par le couple Bascans qu'Aline Chazal aurait rencontré le journaliste Clovis Gauguin (bien que la rencontre ait pu être organisée par Jules Laure), qu'elle épouse le 15 juin 1846. Le premier enfant du couple, Marie Gauguin née le 25 avril 1847, est la filleule de Ferdinand Bascans. Leur fils Paul Gauguin naît le 7 juin 1848. Paul Gauguin écrit dans Avant et après publié en 1918 que la fille de Flora Tristan « qui était [sa] mère fut élevée entièrement dans une pension, la pension Bascans, maison essentiellement républicaine ».

#### Le déménagement à Neuilly-sur-Seine
En 1857, Sophie et Ferdinand Bascans s'installent au 108, avenue du Roule dans une grande propriété « qui [comprend] plusieurs immeubles ainsi qu'une petite chapelle [...] au milieu d'un grand jardin » à Neuilly-sur-Seine. Le pensionnat est également déménagé de la rue de Chaillot à Neuilly-sur-Seine.

### Dernières années et mort
Le 31 décembre 1861, Ferdinand Bascans meurt à Neuilly-sur-Seine. En 1862, Sophie Lagut quitte la direction du pensionnat mais continue à vivre à côté de celui-ci, entourée de ses enfants et petits-enfants.
Le 20 août 1862 à Neuilly-sur-Seine, Emma Bascans épouse Edmond Antoine Gilbert Poinsot, employé à la Grande chancellerie et littérateur sous le pseudonyme de Georges d'Heylli. Celui-ci fonde en 1872 la Gazette anecdotique, littéraire et bibliographique. Emma Bascans est compositrice sous son nom de jeune fille ou sous le pseudonyme de Frédéric Wald. La passion de cette dernière pour la musique lui viendrait de sa mère.
Victoria Sébastienne Émilie Bascans meurt célibataire le 23 janvier 1868 au domicile de sa mère à Neuilly-sur-Seine, à l'âge de 29 ans,.

Sophie Lagut meurt le 22 janvier 1878 en son domicile de Neuilly-sur-Seine au 54, avenue du Roule. Son acte de décès la décrit comme rentière. Ses obsèques sont célébrées le 24 janvier à Neuilly-sur-Seine. Hippolyte Maze, professeur d'histoire au lycée Fontanes et ami des enfants de Sophie Lagut, prononce à cette occasion un discours retraçant la vie de la défunte. Selon lui : 
Personne, croyons-nous, en ce siècle, n'a mis au service de l'éducation des femmes et des redoutables problèmes qu'elle comporte plus de clairvoyance, plus de dévouement et j'ajoute plus de désintéressement ; elle répugnait à tout ce qui peut sentir le métier dans la noble tâche de l'enseignement. Combien de fois les portes de son institution se sont-elles ouvertes pour de touchantes infortunes ! combien de fois l'excellente directrice et le confident unique de ses bonnes œuvres, son mari, allèrent-ils au-devant de familles intéressantes, donnèrent-ils spontanément, largement, à des enfants sans ressources, l'éducation la plus complète !